# Vincenz Nohel
Vincenz Nohel (ur. 24 grudnia 1902, zm. 27 maja 1947 w Landsberg am Lech) – austriacki narodowy socjalista, który podczas II wojny światowej był pracownikiem w ośrodku eksterminacyjnym w Zamku Hartheim.
Z zawodu był ślusarzem. Od roku 1940 był zatrudniony w Hartheim do roku 1945. W tym miejscu mordowano w komorach gazowych osoby uznane za chore umysłowo (w ramach Akcji T4) i niezdolnych do pracy więźniów z pobliskiego obozu koncentracyjnego Mauthausen-Gusen. Nohel brał bezpośredni udział w tej zbrodni, zeznając po zakończeniu wojny, że samych więźniów obozu zginęło w Hartheim ok. 8 tysięcy.
W procesie załogi Mauthausen-Gusen (US vs. Johann Altfuldisch i inni) przed amerykańskim Trybunałem Wojskowym w Dachau Nohel skazany został 13 maja 1947 na karę śmierci. Wyrok wykonano przez powieszenie w więzieniu Landsberg 27 maja 1947. Był on jedną z nielicznych osób, które poniosły odpowiedzialność za zbrodnie popełnione w Hartheim.